# Marechal da Itália

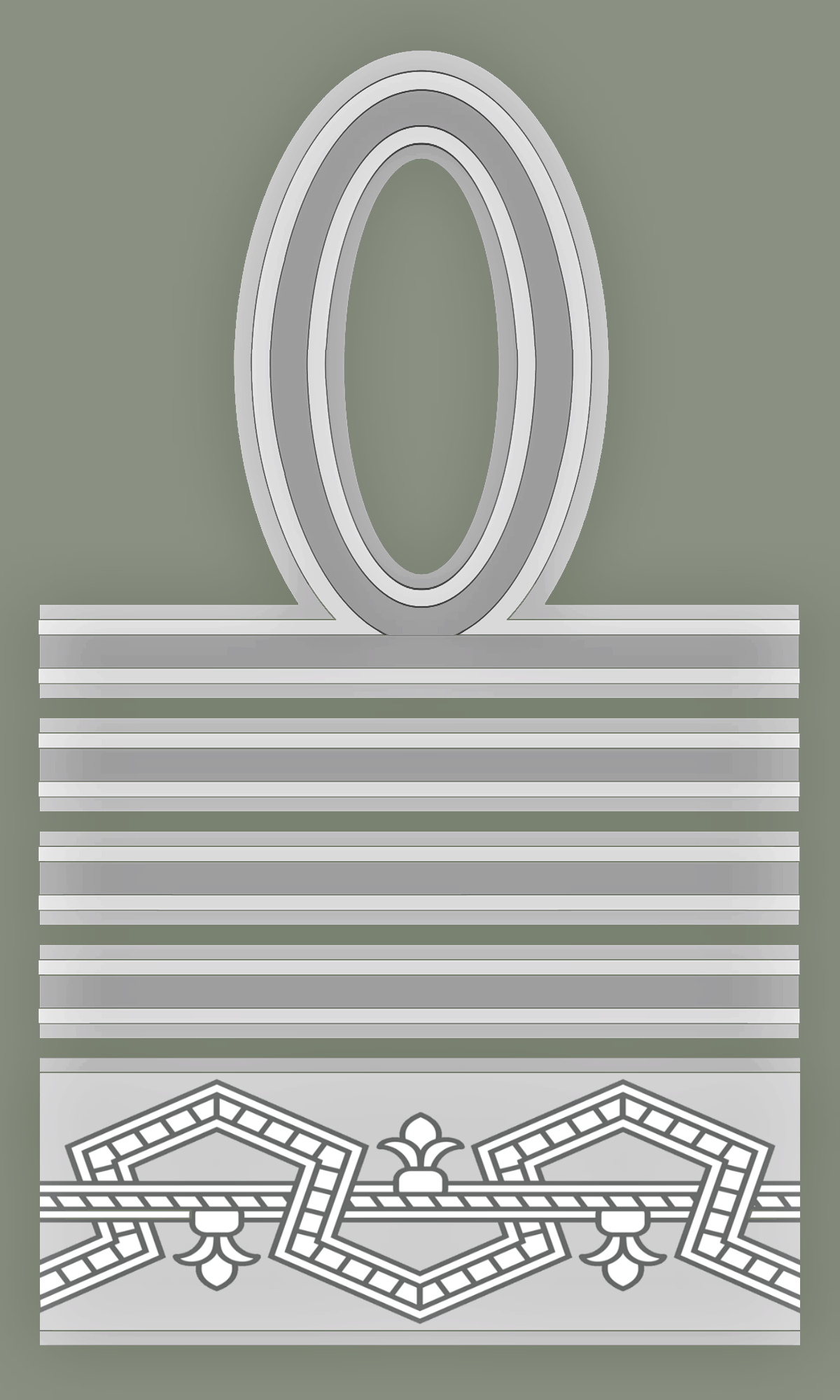
Insígnia do Marechal da Itália, em 1940.

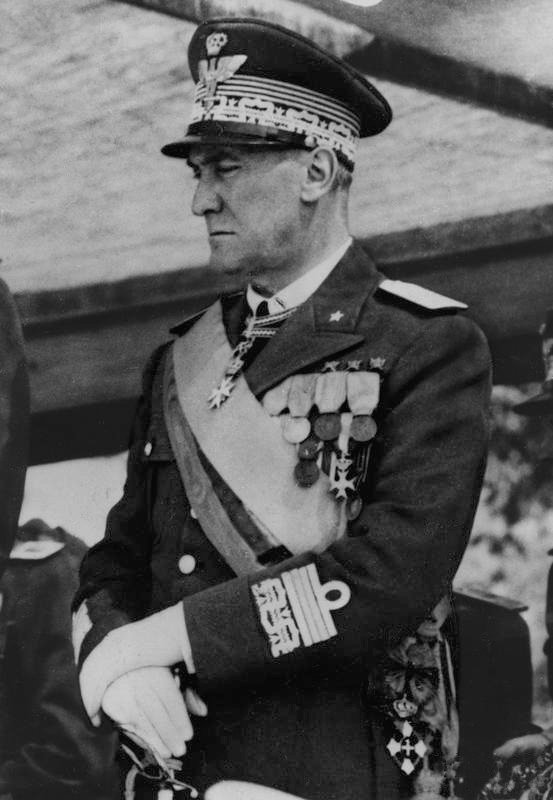
Rodolfo Graziani, um dos mais importantes marechais italianos na era do fascismo.

Marechal da Itália (italiano: Maresciallo d'Italia) foi a mais alta patente do Exército no Reino de Itália, de 1924 a  1946.

## História
A patente foi instituída por Benito Mussolini em 1924 para honrar Luigi Cadorna e Armando Diaz, que haviam comandado o Exército Real na Primeira Guerra Mundial.
Posteriormente, em 1926, a patente também foi concedida a outros oficiais do exército por suas atuações destacáveis durante a guerra.
Simultaneamente, foi instituída a patente de Grande Almirante, concedida a Paolo Thaon di Revel, que havia comandado a Marinha Real na Grande Guerra, da mesma maneira Italo Balbo, criador da Aeronáutica Real italiana, recebeu a patente de Marechal-do-Ar.
Em 1938 foi estabelecida a patente de Primeiro Marechal do Império, concedida ao Rei-Imperador Vítor Emanuel III e ao Duce.

## Marechais da Itália
Primeira Guerra Mundial
- Luigi Cadorna (04.11.1924)
- Armando Diaz (04.11.1924)
- Enrico Caviglia (25.06.1926)
- Emanuele Filiberto d'Aosta (25.06.1926)
- Pietro Badoglio (25.06.1926)
- Gaetano Giardino (25.06.1926)
- Guglielmo Pecori Giraldi (25.06.1926)

Guerra da Etiópia
- Emilio De Bono (16.11.1935)
- Rodolfo Graziani (09.05.1936)[1][2]

Segunda Guerra Mundial
- Ugo Cavallero (01.07.1942)
- Ettore Bastico (12.08.1942)
- Humberto II da Itália (29.10.1942)
- Giovanni Messe (12.05.1943)

## Receptores de patentes equivalentes
Grande Almirante:
- Paolo Thaon di Revel (04.11.1924)

Marechal-do-Ar:
- Italo Balbo (13.08.1933)